# Фалмат (Мејн)
Фалмат (енгл. Falmouth Foreside) насељено је место без административног статуса у америчкој савезној држави Мејн.

## Демографија
По попису из 2010. године број становника је 1.511, што је 453 (-23,1%) становника мање него 2000. године.
| Група             | 2000.         | 2010.         |
| Белци             | 1.943 (98,9%) | 1.464 (96,9%) |
| Афроамериканци    | 0 (0,0%)      | 5 (0,3%)      |
| Азијати           | 8 (0,4%)      | 10 (0,7%)     |
| Хиспаноамериканци | 5 (0,3%)      | 15 (1,0%)     |
| Укупно            | 1.964         | 1.511         |